# Liste der Naturdenkmale in Waldgrehweiler
Die Liste der Naturdenkmale in Waldgrehweiler nennt die im Gemeindegebiet von Waldgrehweiler ausgewiesenen Naturdenkmale (Stand 28. März 2024).

## Ehemalige Naturdenkmale
| Nr. | Bezeichnung              | Lage                                            | Beschreibung                             | Bild                                    |
| --- | ------------------------ | ----------------------------------------------- | ---------------------------------------- | --------------------------------------- |
|     | Eiche auf der Nachtweide | südlich des Ortes; Flur Auf der Nachtweide Lage | Quercus sp.; Rechtsverordnung aufgehoben | Direkt Bild zu diesem Denkmal hochladen |